# Castell de Múnter
El Castell de Múnter és una construcció en ruïnes prop de l'església de Sant Esteve de Múnter, a la part oriental de l'actual municipi de Muntanyola (Osona), declarada bé cultural d'interès local.

## Història
El castell era conegut amb el nom de Castellet el 929, any en què apareixen documentats el lloc de Múnter («Montari») amb la vila i el castell. El 1143 és citat el castlà Pere Bertran de Múnter, i el castell devia ser un satèl·lit del de Muntanyola, els senyors alodials del qual eren els Muntanyol.
A finals del segle xii, el castell de Múnter se separà del principal i quedà en mans de la família Montcada que devia tenir-hi un feudatari com a castlà. Aquest degué vendre els seus drets a Bernat de Riera, ciutadà de Vic, que en morir sense descèndencia, els cedí al senyor del castell, Gastó de Montcada. El 1274-1275 hi hagué un litigi un conflicte entre Berenguera, la vídua de Bernat de Riera i els Montcada, però el domini passà definitivament a mans de Gastó de Montcada i després a Guillema de Montcada.
El 1293, el castell era propietat del cavaller Guillem de Brull. L'any 1358 se sap que la seva família tenia la propietat alodial i la jurisdicció civil; la criminal era del veguer d'Osona. Durant el segle xv, els Brull s'entroncaren amb la família Alta-riba de Riudeperes i al segle xvi amb els Descatllar.
L'any 1754 la propietat passà per casament als Sentmenat. Al començament del segle xx, l'arquitecte Josep Maria Pericas va dibuixar un croquis de les restes del castell.

## Arquitectura
Entre els principals elements que encara resten dempeus figura un pany de mur que corona el cim més alt del turó, possiblement d'una estança. El mur és molt gruixut i deixa veure un bonic aparell, molt ben agençat, fet amb carreuons escantonats a cops de martell i perfectament disposats en filades uniformes donant lloc a una construcció elegant. Un nivell per sota del terreny, es troben restes d'altres murs i d'una estança, mig coberta per la vegetació, que encara conserva restes d'una volta de canó.